# Энон
Эно́н (фр. Hénon, брет. Henon, галло Hénon) — коммуна во Франции, находится в регионе Бретань. Департамент — Кот-д’Армор. Входит в состав кантона Плентель. Округ коммуны — Сен-Бриё.
Код INSEE коммуны — 22079.

## География
Коммуна расположена приблизительно в 380 км к западу от Парижа, в 80 км западнее Ренна, в 16 км к юго-востоку от Сен-Бриё.

## Население
Население коммуны на 2016 год составляло 2 237 человек.
| 1962 | 1968 | 1975 | 1982 | 1990 | 1999 | 2008 | 2016 |
| ---- | ---- | ---- | ---- | ---- | ---- | ---- | ---- |
| 1780 | 1889 | 1735 | 1747 | 1740 | 1733 | 2105 | 2237 |

## Администрация
| Период | Период | Фамилия        | Партия                  | Примечания                     |
| ------ | ------ | -------------- | ----------------------- | ------------------------------ |
| 1977   | 2013   | Жоржетта Бреар | Социалистическая партия | вице-президент региона Бретань |
| 2013   | 2014   | Тьерри Андриё  | Социалистическая партия | преподаватель                  |

## Экономика
В 2007 году среди 1253 человек в трудоспособном возрасте (15—64 лет) 972 были экономически активными, 281 — неактивными (показатель активности — 77,6 %, в 1999 году было 68,1 %). Из 972 активных работали 931 человек (491 мужчина и 440 женщин), безработных было 41 (18 мужчин и 23 женщины). Среди 281 неактивных 76 человек были учениками или студентами, 141 — пенсионерами, 64 были неактивными по другим причинам.

## Достопримечательности
- Замок Катюэлан (XVIII век). Исторический памятник с 1964 года[3]
- Усадьба Коломбье (XVI век). Исторический памятник с 1982 года[4]
- Усадьба Гранж (XVIII век). Исторический памятник с 1992 года[5]

## Фотогалерея

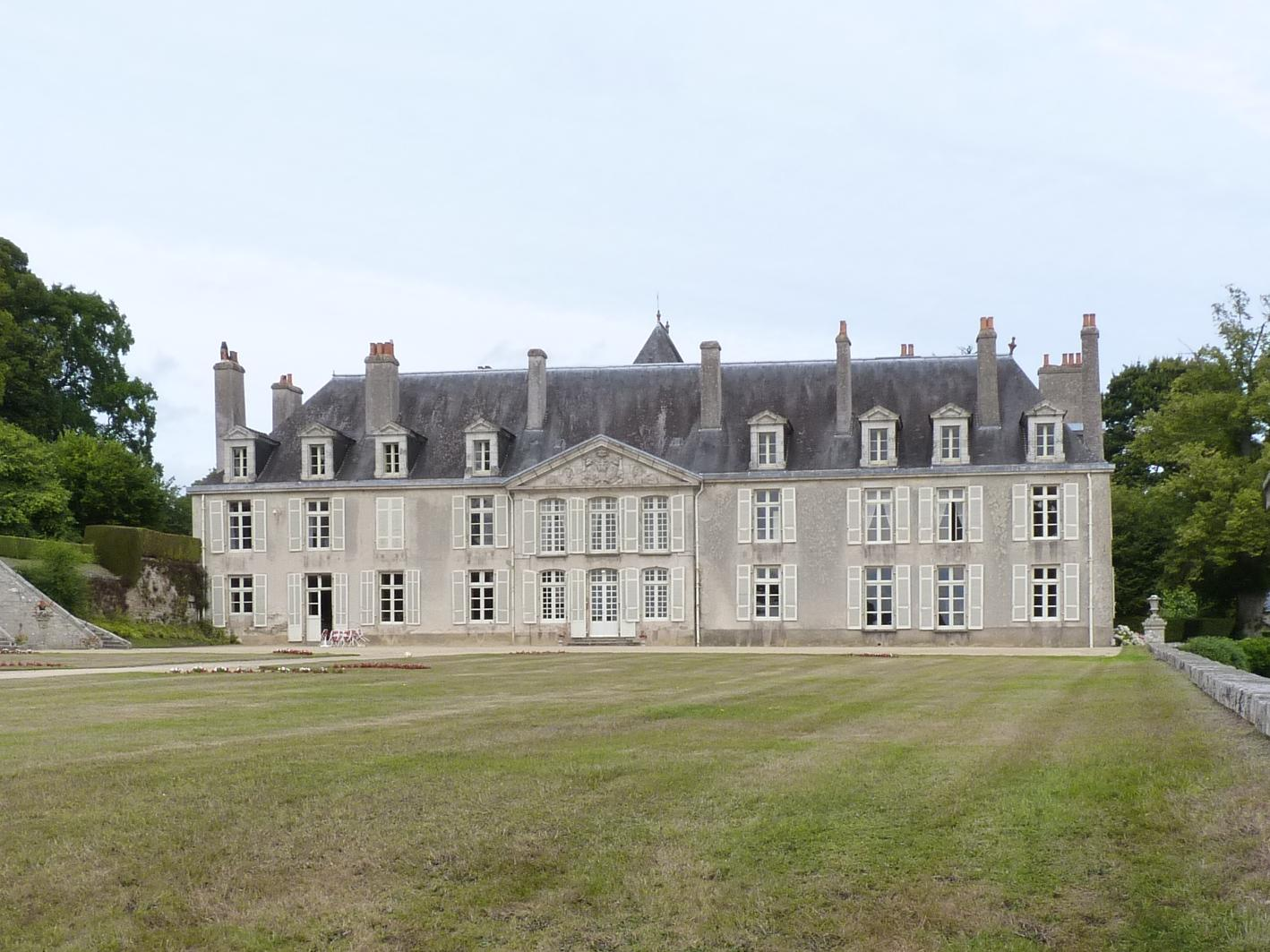
Замок Катюэлан
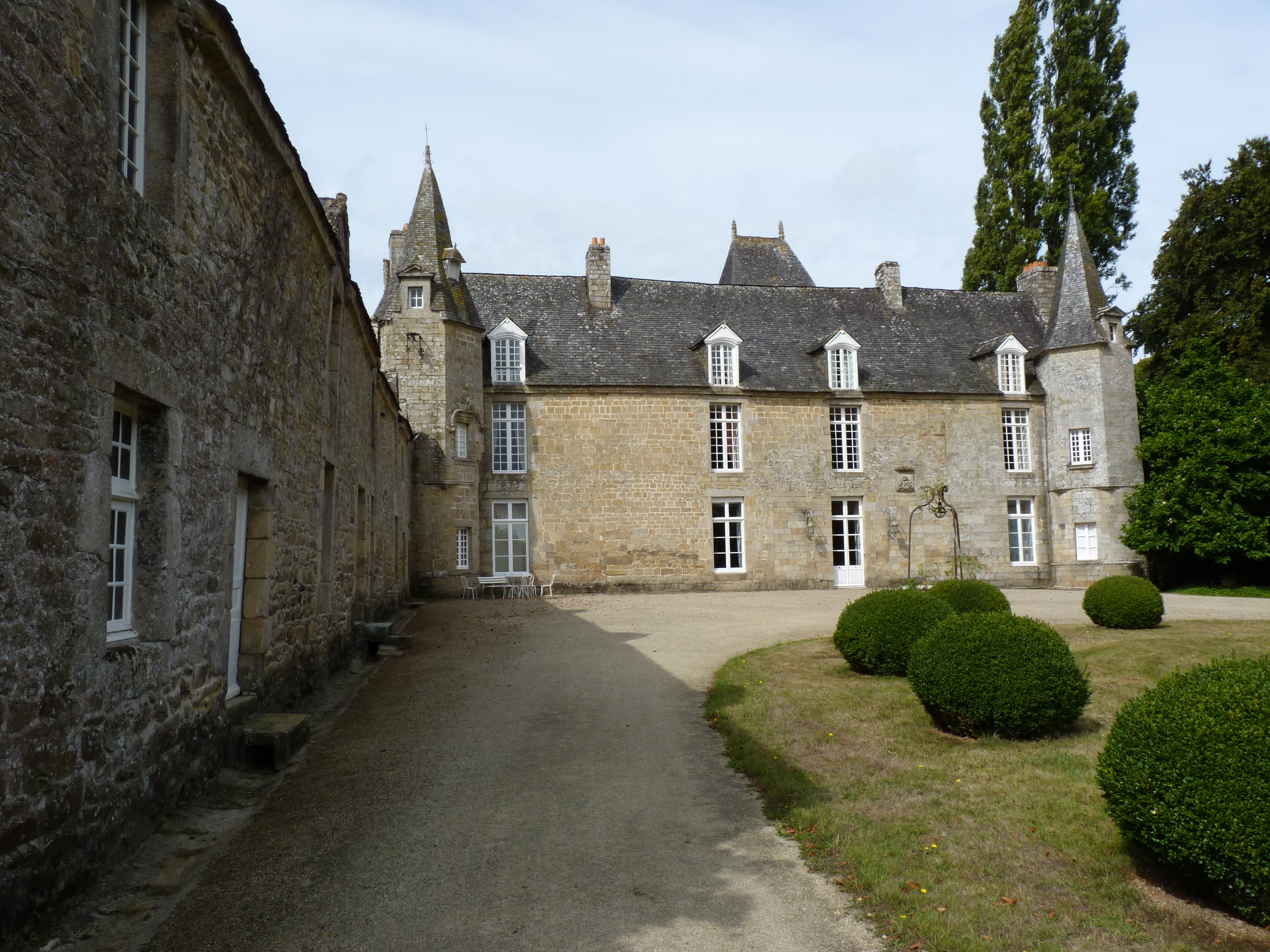
Усадьба Коломбье
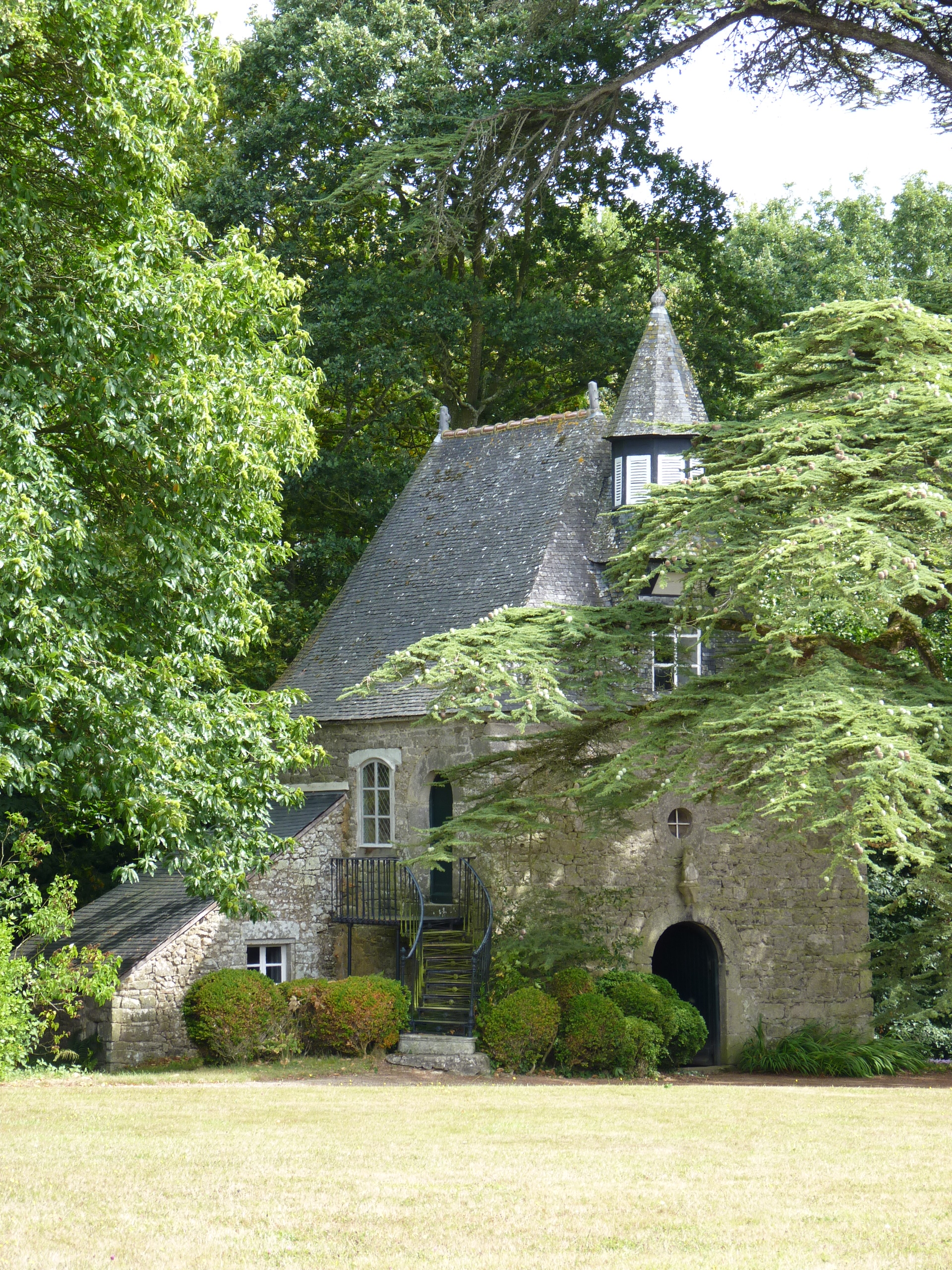
Часовня в усадьбе Коломбье
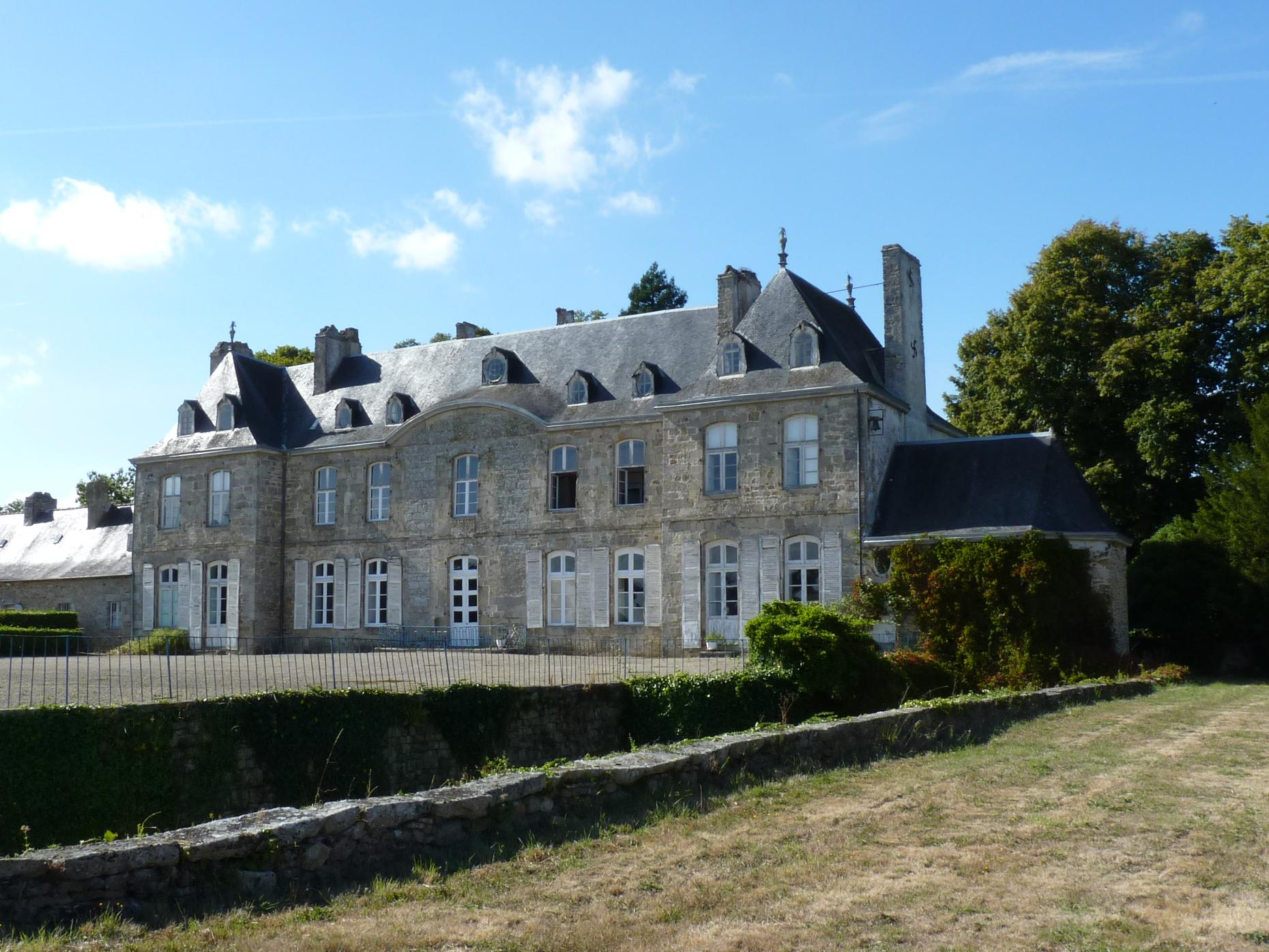
Усадьба Гранж